# Episodi di The Resident (quarta stagione)
La quarta stagione della serie televisiva The Resident, composta da 14 episodi, è stata trasmessa negli Stati Uniti per la prima volta dall'emittente Fox dal 12 gennaio al 18 maggio 2021.
In Italia è andata in onda in prima visione su Fox, canale a pagamento della piattaforma satellitare Sky, dal 10 febbraio al 9 giugno 2021. In chiaro, la stagione è trasmessa su Rai 2 dal 21 gennaio al 1º giugno 2022.
| nº | Titolo originale             | Titolo italiano                 | Prima TV USA     | Prima TV Italia  |
| -- | ---------------------------- | ------------------------------- | ---------------- | ---------------- |
| 1  | A Wedding, A Funeral         | Finché morte non ci separi      | 12 gennaio 2021  | 10 febbraio 2021 |
| 2  | Mina's Kangaroo Court        | Il tribunale di Mina Okafor     | 19 gennaio 2021  | 17 febbraio 2021 |
| 3  | The Accidental Patient       | Un paziente inaspettato         | 26 gennaio 2021  | 24 febbraio 2021 |
| 4  | Moving On and Mother Hens    | Guardare avanti                 | 2 febbraio 2021  | 3 marzo 2021     |
| 5  | Home Before Dark             | A casa prima del tramonto       | 9 febbraio 2021  | 10 marzo 2021    |
| 6  | Requiems & Revivals          | Un nuovo caos, un nuovo ordine  | 16 febbraio 2021 | 17 marzo 2021    |
| 7  | Hero Moments                 | Momenti eroici                  | 2 marzo 2021     | 24 marzo 2021    |
| 8  | First Days, Last Days        | Una seconda chance              | 9 marzo 2021     | 31 marzo 2021    |
| 9  | Doors Opening, Doors Closing | Vecchie storie, nuovi orizzonti | 13 aprile 2021   | 5 maggio 2021    |
| 10 | Into the Unknown             | Un salto nel buio               | 20 aprile 2021   | 12 maggio 2021   |
| 11 | After the Storm              | Dopo la tempesta                | 27 aprile 2021   | 19 maggio 2021   |
| 12 | Hope in the Unseen           | Con gli occhi chiusi            | 4 maggio 2021    | 26 maggio 2021   |
| 13 | Finding Family               | Una favola da raccontare        | 11 maggio 2021   | 2 giugno 2021    |
| 14 | Past, Present, Future        | Passato, presente, futuro       | 18 maggio 2021   | 9 giugno 2021    |